# بادینو
بادینو (به بلغاری: Badino) یک منطقهٔ مسکونی در بلغارستان است که در شهرستان بوبوشفو واقع شده‌است.